# ギレルメ・オリベイラ・サントス
ギレルメ・オリベイラ・サントス（Guilherme Oliveira Santos, 1988年2月5日 - ）は、ブラジル・バイーア州ジェキエー出身のサッカー選手。ECジュベントゥージ所属。ポジションはディフェンダー（左サイドバック）。磐田での登録名はギレルメ。

## 経歴
2008年、UDアルメリアに移籍し4月13日のビジャレアルCF戦でデビューした。2010年7月レアル・バリャドリードにレンタルで移籍した。
2018年シーズンより日本のジュビロ磐田に期限付きで加入する。
5月2日のJ1リーグ・横浜F・マリノス戦で後半32分、2枚目のイエローカードを貰い退場処分を受けた後、感情を制御できなくなり、喜田拓也と横浜FMのクラブスタッフ（通訳）に暴力を振るった。5日の柏レイソル戦で前節のレッドカードによる出場停止処分を受けたが、後日さらに6試合の出場停止処分を下された。5月15日、双方合意の上、期限付き移籍契約の解除が発表された。
7月25日に古巣であるパイサンドゥSCに復帰したことが公式サイトで発表された。10月21日、フォルタレーザEC戦後に相手チームの選手を殴打し、退場処分を受けた。
2019年1月、トンベンセからパラナ・クルーベに期限付き移籍加入。

## 所属クラブ
- 2007年  CRヴァスコ・ダ・ガマ
- 2008年 - 2011年  UDアルメリア
  - 2010年  レアル・バリャドリード (Loan)
- 2011年 - 2013年  アトレチコ・ミネイロ
  - 2012年  フィゲイレンセFC (Loan)
  - 2013年  アトレチコ・ゴイアニエンセ (Loan)
- 2014年  ECバイーア
- 2015年  フルミネンセFC
- 2015年  アヴァイFC
- 2015年  クリシューマEC
- 2016年  サンパイオ・コヘイアFC
- 2016年 - 2017年  アノルトシス・ファマグスタ
- 2017年 - 2019年  トンベンセFC
  - 2017年  フォルタレーザEC (Loan)
  - 2017年  パイサンドゥSC (Loan)
  - 2018年 - 同年5月  ジュビロ磐田 (Loan)
  - 2018年7月 - 同年12月  パイサンドゥSC (Loan)
  - 2019年  パラナ・クルーベ (Loan)
- 2020年 - 2021年  ボタフォゴFR
- 2021年 -  ECジュベントゥージ

## 個人成績
| 国内大会個人成績 | 国内大会個人成績 | 国内大会個人成績 | 国内大会個人成績 | 国内大会個人成績 | 国内大会個人成績 | 国内大会個人成績 | 国内大会個人成績 | 国内大会個人成績 | 国内大会個人成績 | 国内大会個人成績 | 国内大会個人成績 |
| 年度             | クラブ           | 背番号           | リーグ           | リーグ戦         | リーグ戦         | リーグ杯         | リーグ杯         | オープン杯       | オープン杯       | 期間通算         | 期間通算         |
| 年度             | クラブ           | 背番号           | リーグ           | 出場             | 得点             | 出場             | 得点             | 出場             | 得点             | 出場             | 得点             |
| 日本             | 日本             | 日本             | 日本             | リーグ戦         | リーグ戦         | リーグ杯         | リーグ杯         | 天皇杯           | 天皇杯           | 期間通算         | 期間通算         |
| ---------------- | ---------------- | ---------------- | ---------------- | ---------------- | ---------------- | ---------------- | ---------------- | ---------------- | ---------------- | ---------------- | ---------------- |
| 2018             | 磐田             | 6                | J1               | 11               | 0                | 1                | 0                |                  |                  |                  |                  |
| 通算             | 日本             | 日本             | J1               | 11               | 0                | 1                | 0                |                  |                  |                  |                  |
| 総通算           | 総通算           | 総通算           | 総通算           | 11               | 0                | 1                | 0                |                  |                  |                  |                  |